# Bitwa pod Monasterzyskami
Bitwa pod Monasterzyskami – walki Armii Ukraińskiej Republiki Ludowej gen. Mychajła Omelianowicza-Pawlenki z 41 Dywizją Strzelców komdywa Żana Zonberga toczone w czasie wojny polsko-bolszewickiej.

## Geneza
Na przełomie lipca i sierpnia na ukraińskim teatrze działań wojennych toczyły się walki pod Brodami i Beresteczkiem. Stanowiły one fazę wstępną wielkiej operacji nazwanej w polskiej historiografii Bitwą Lwowską
Po pięciu dniach bitwy, szala zwycięstwa zaczęła przechylać się na stronę polską. Jednak sytuacja na Froncie Północnym, a szczególnie upadek Brześcia, zmusiła Naczelne Dowództwo Wojska Polskiego do przerwania bitwy.
W tym czasie dowódca sowieckiego Frontu Południowo-Zachodniego Aleksander Jegorow nakazał 1 Armii Konnej Budionnego zdobyć Lwów.
Po nieudanych próbach zatrzymania 1 Armii Konnej na wschód od Bugu, dowódca Frontu Południowego, gen. Wacław Iwaszkiewicz, wydał 14 sierpnia rozkaz zajęcia nowej linii obrony, przebiegającej wzdłuż górnego biegu Bugu i Strypy. Dowódca 6 Armii broniącej linii rzek Bugu, Strypy i Dniestru skierował 5. i 6 Dywizję Piechoty oraz 1 Dywizje Jazdy do osłony Lwowa, a 12. i 13 Dywizja Piechoty miały wykonać uderzenie w lewe skrzydło i tyły nieprzyjaciela dążącego pod Lwów.
W ostatniej dekadzie sierpnia 1920, podlegająca dowództwu polskiego Frontu Południowego Armia Ukraińskiej Republiki Ludowej gen. Omeljanowicza-Pawlenki broniła linii Dniestru i Strypy.

## Siły walczące
| Nazwa związku taktycznego                      | Dowódca                             | Podporządkowanie     |
| Wojska ukraińskie                              |                                     |                      |
| Dowództwo armii URL                            | gen. Mychajło Omelianowicz-Pawlenko | Front Południowy     |
| 2 Wołyńska Dywizja Strzelców                   |                                     | Armia URL            |
| 3 Żelazna Dywizja Strzelców                    | gen. Ołeksandr Udowyczenko          | Armia URL            |
| 4 Kijowska Dywizja Strzelców                   |                                     | Armia URL            |
| 5 Chersońska Dywizja Strzelców                 | gen. chor. Chamczenko               | Armia URL            |
| Samodzielna Dywizja Kawalerii                  |                                     | Armia URL            |
| Armia Czerwona                                 |                                     |                      |
| dowództwo 41 Dywizji Strzelców                 | komdyw. Żan Francewicz Zonberg      | 14 Armia             |
| 121 Brygada Strzelców (361 ps, 362 ps, 363 ps) |                                     | 41 Dywizja Strzelców |
| 122 Brygada Strzelców (364 ps, 365 ps, 366 ps) |                                     | 41 Dywizja Strzelców |
| 123 Brygada Strzelców (367 ps, 368 ps, 369 ps) |                                     | 41 Dywizja Strzelców |

## Walki pod Monasterzyskami
27 sierpnia wydzielona z Armii URL grupa gen. Ołeksandra Udowyczenki w składzie 3 Żelazna Dywizja Strzelców i 4 Kijowska Dywizja Strzelców rozpoczęła natarcie z rejonu Niżniowa na Monasterzyska, z zadaniem wyjścia na tyły sowieckiej 14 Armii komarma Michaiła Mołkoczanowa. Równocześnie grupa gen. Zahrodzkiego w składzie 2 Wołyńska i 5 Chersońska Dywizja Strzelców ruszyła na Buczacz, zaś 1 Samodzielna Dywizja Kawalerii sforsowała Dniestr pod Jezupolem.
W ciągu dwóch dni walk Ukraińcy odnieśli wiele sukcesów, nie potrafili ich jednak wykorzystać. 28 sierpnia ukraiński 3 pułk kawalerii przełamał obronę sowieckiego 366 pułku strzelców i wdarł się do Monasterzysk. Jednak kontratak oddziałów moskiewskiej szkoły „czerwonych dowódców” odbił miejscowość. Sowieckie dowództwo na zagrożone odcinki skierowało swoje odwody taktyczne. 30 sierpnia sowieckie natarcie wyparło grupę gen. Zahrodzkiego za Dniestr. 31 sierpnia Ukraińcy zaatakowali Monasterzyska siłami 1., 3. i 4 Dywizji Strzelców. Kilkakrotnie ponawiane ataki na pozycje obronne oddziałów 41 Dywizji Strzelców nie dały spodziewanych rezultatów. Dowódca Armii URL gen. Omelianowicz-Pawlenko zdecydował zatem zmienić kierunek natarcia i uderzyć na Rohaczew. Sowieci uprzedzili działania Ukraińców, 2 września przeszli do natarcia i zagrozili wyjściem na tyły grupy gen. Udowyczenki. W tej sytuacji Armia URL została zmuszona do wycofania się na pozycje wyjściowe.

## Bilans walk
Mimo dwukrotnej przewagi nad przeciwnikiem, Ukraińcy nie potrafili przełamać frontu sowieckiej 41 Dywizji Strzelców i zagrozić tyłom 14 Armii. Niemniej ich natarcie zmusiło dowództwo sowieckie do zaangażowania odwodów i tym samym odciążyło walczącą pod Bóbrką polską 12 Dywizję Piechoty.